# Aiffres
Aiffres is een gemeente in het Franse departement Deux-Sèvres (regio Nouvelle-Aquitaine) en telt 4906 inwoners (2005). De plaats maakt deel uit van het arrondissement Niort en van het gemeentelijk samenwerkingsverband Communauté d’agglomération de Niort. Aiffres telde op 1 januari 2022 5.423 inwoners.

## Geografie
De oppervlakte van Aiffres bedroeg op 1 januari 2022 25,72 vierkante kilometer; de bevolkingsdichtheid was toen 210,8 inwoners per km². Ongeveer 19 vierkante kilometer bestaat uit natuur en landbouwgrond. De rest van de oppervlakte is bebouwd. De rivier de Guirlande stroomt door de gemeente.
De autosnelweg A10 loopt door de gemeente.
De onderstaande kaart toont de ligging van Aiffres met de belangrijkste infrastructuur en aangrenzende gemeenten.

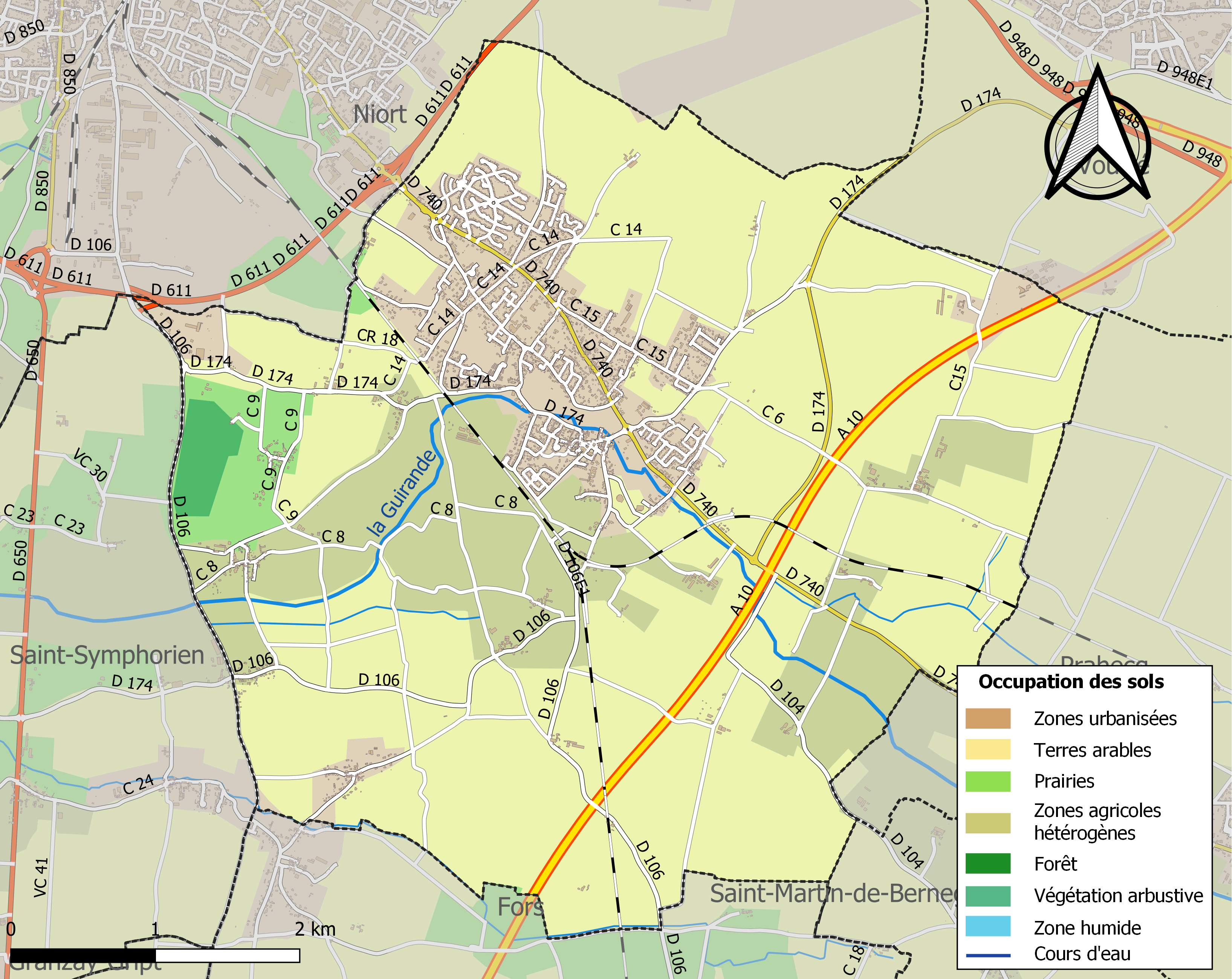

## Demografie
Sinds de jaren 1970 kent de gemeente een sterke bevolkingsgroei dankzij de nabijheid van de economische groeipool Niort. Onderstaande figuur toont het verloop van het inwonertal (bron: INSEE-tellingen).

## Geschiedenis
In 948 werd Aiffres genoemd als een viguerie, een zelfstandig rechtsgebied, van het hertogdom Aquitanië. De plaats lag op de grens tussen Poitou en Aunis-Saintonge; de rivier de Guirlande vormde hier de grens.
Na de Franse Revolutie werd Aiffres een gemeente, die in 1836 werd uitgebreid door fusie met de voormalige gemeente Saint-Maurice-du-Mairé. Aiffres maakte tot 2015 deel uit van het kanton Prahecq. Na de afschaffing van dat kanton maakt de gemeente deel uit van het kanton La Plaine niortaise.

## Bezienswaardigheden
De oudste delen van de kerk Saint-Pierre zijn romaans en stammen uit de twaalfde eeuw. Het gaat om de toren, een deel van het schip en een zijkapel. Het koor is gotisch. In de negentiende eeuw onderging de bouwvallig kerk een grondige renovatie. Op het kerkhof bevindt zich een croix hosannière, een grafmonument typisch voor het westen van Frankrijk, uit de twaalfde eeuw dat beschermd is als historisch monument. In de gemeente staan of stonden enkele kastelen of grote landhuizen:
- Château de la Seigneurie (achttiende en negentiende eeuw)
- Château de Grandmay (achttiende en negentiende eeuw)
- Château du Bouchet (enkel een bijgebouw bleef bewaard)
- Château de Martigny (achttiende eeuw, deels bewaard)[3]

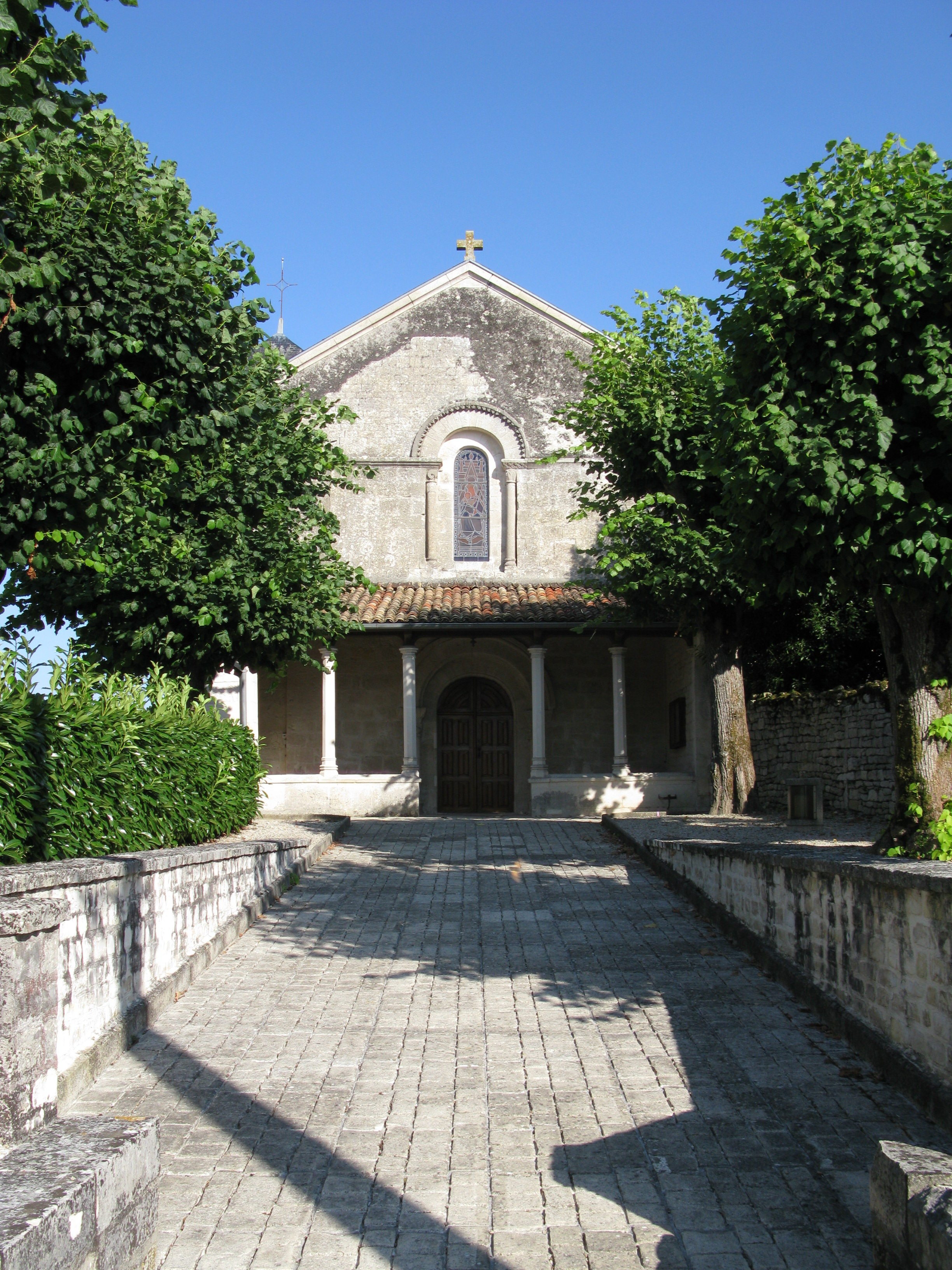
Kerk Saint-Pierre
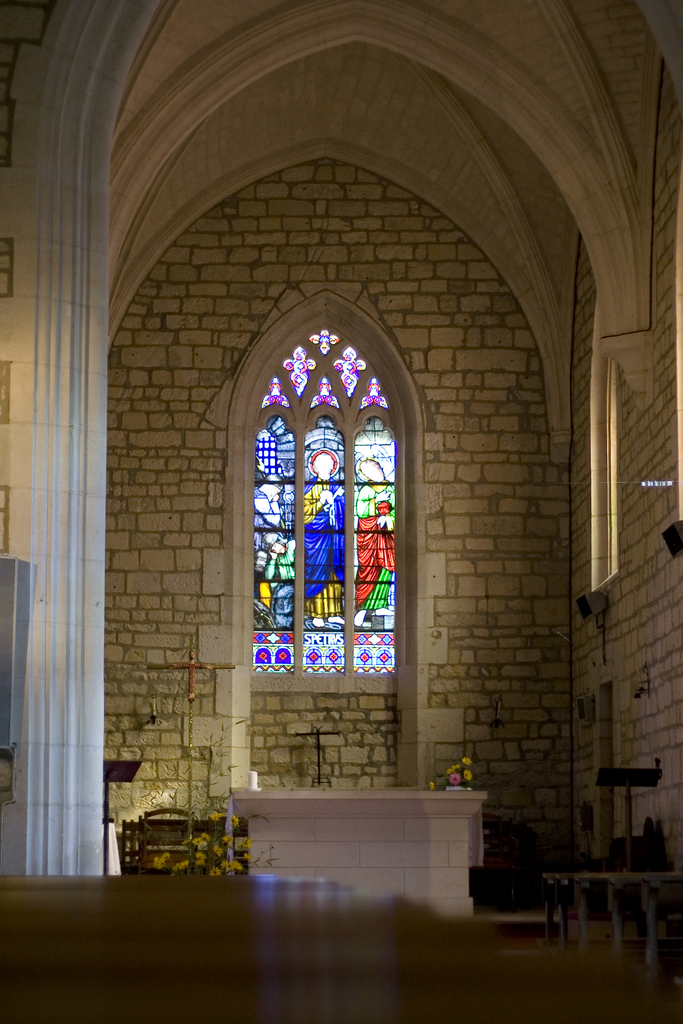
Interieur van de kerk
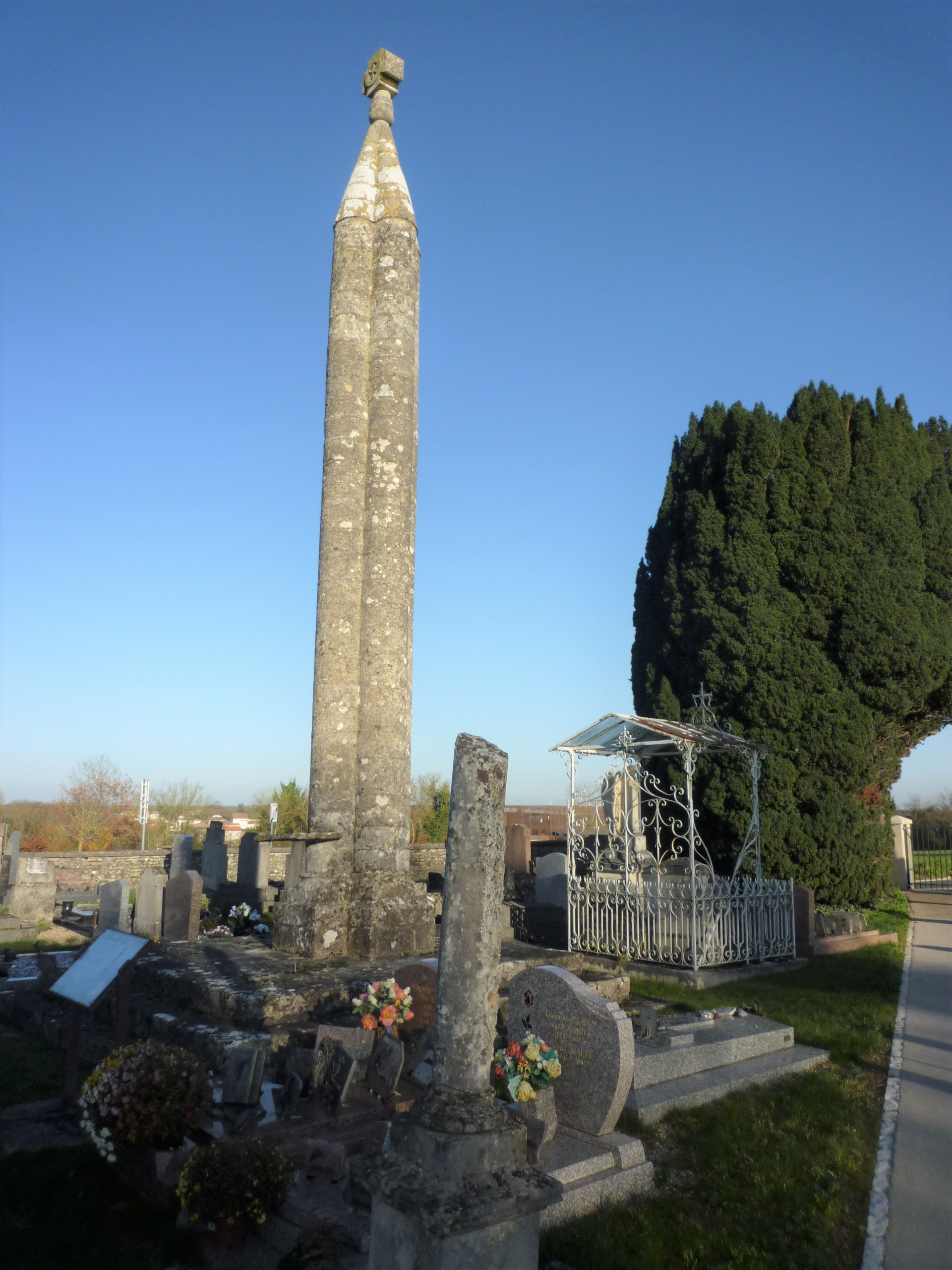
Croix hosannière
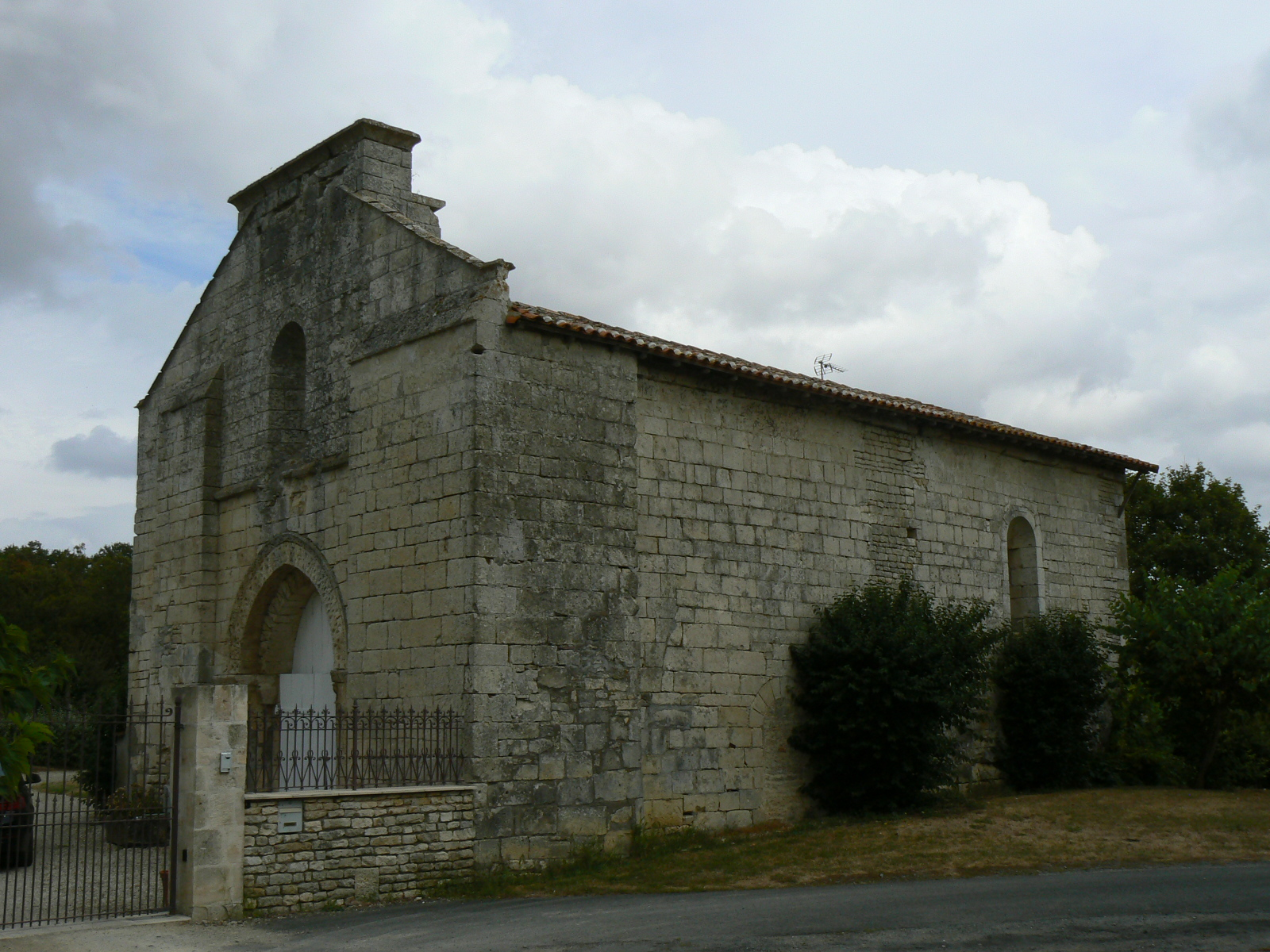
Kerk van Saint-Maurice-du-Mairé